# Leptomastix sylvae
Leptomastix sylvae är en stekelart som beskrevs av John S. Noyes och Hayat 1994. Leptomastix sylvae ingår i släktet Leptomastix och familjen sköldlussteklar.
Artens utbredningsområde är Pakistan. Inga underarter finns listade i Catalogue of Life.